# نيمو الصغير
نيمو الصغير (بالإنجليزية: little Nemo)‏ ، هي سلسلة من الرسوم المتحركة، كتاب وقصص مصورة صامتة، من أصل أمريكي (نيويورك)، ألفها وكتبها وينسور مكاي، بدأه في 05 أكتوبر 1905م، وانتهى في 24 يوليو 1924م.
تعرض السلسلة شخصية نيمو وهو يحلم بأحلام مختلفة، وفي أحد قصصه المصورة أفاق من النوم.

## وصلات خارجية
نيمو الصغير على موقع يوتيوب